# Dyomyx juno
Dyomyx juno là một loài bướm đêm trong họ Noctuidae.